# Nemopterella leptocera
Nemopterella leptocera is een insect uit de familie van de Nemopteridae, die tot de orde netvleugeligen (Neuroptera) behoort. 
Nemopterella leptocera is voor het eerst wetenschappelijk beschreven door Navás in 1910.